# Hanna-Barbera
La Hanna-Barbera Productions, Inc. è stata una casa di produzione statunitense, leader nella produzione di serie televisive nel settore del disegno animato.
Fondata il 7 luglio 1957 da William Hanna, Joseph Barbera e George Sidney, con sede iniziale a Hollywood presso 3400 Cahuenge Boulevard, divenne nel tempo una tra le maggiori case di produzioni cinematografiche, contando al suo apice circa 1000 dipendenti e, assieme alla consociata Ruby-Spears, un magazzino di 250 serie, oltre ad un vastissimo e ricco portafoglio di contratti per l'uso dell'immagine dei suoi personaggi (il merchandising).
Dopo la morte di William Hanna, avvenuta nel 2001, la casa di produzione è andata in bancarotta per le serie TV e nel 2009 per i film. Oggi la Warner Bros. Animation detiene il 100% dei diritti delle serie della Hanna-Barbera.

## Storia

Primo logo di Hanna-Barbera (H-B Enterprises) nei primi cartoni animati dal 1957 al 1959.

L'incontro tra i due soci avvenne alla Metro-Goldwyn-Mayer nel 1938 quando William Hanna entrò a far parte del settore fumetti dove Joseph Barbera già lavorava come soggettista e animatore. I due crebbero artisticamente e per quasi un ventennio realizzarono oltre 200 cortometraggi della serie Tom & Jerry con Barbera che ne scriveva le storie, disegnava gli schizzi e inventava le gag, e Hanna che si occupava della regia. Nel 1955 divennero i capi del gruppo di animazione e firmarono i cartoni come registi.
Dopo che la MGM decise di interrompere la produzione di cortometraggi animati per il cinema a seguito della diffusione delle televisioni, i due, il 7 luglio 1957, fondano una propria casa di produzione, la Hanna-Barbera Productions Inc., finalizzata a produrre cartoni animati per la televisione.
Nel corso del tempo, a causa della crescente richiesta da parte della televisione di serie a basso costo, in particolare nella prima parte degli anni ottanta, le realizzazioni furono caratterizzate da una serie di tecniche atte a ridurre i costi di produzione. Si usava un disegno bidimensionale molto semplice sia per raffigurare i personaggi che i fondali, non si faceva ricorso al disegno tridimensionale e alla prospettiva, non c'erano particolari inquadrature della scena (come la carrellata), né ombre e sfumature; al contrario, si usavano colori uniformi. I movimenti dei personaggi sono ricorrenti e le azioni e i fondali spesso si susseguono ciclicamente. Le parti in movimento sono limitate alle gambe, alle braccia e alla testa (solo oscillante), mentre i movimenti dei volti sono limitati alla bocca e alla chiusura delle palpebre.
A causa della crescente necessità di ridurre i costi si arrivò così ad una standardizzazione dei personaggi e, in buona sintesi, ad un vero e proprio appiattimento della qualità delle serie. L'omologazione dei caratteri però permise spesso il riutilizzo dei rodovetri usati da altre serie. Bastava cambiare alcuni lineamenti al viso e al corpo per ottenere la sequenza di una figura in movimento.
Pur essendo leader di mercato nell'intrattenimento televisivo i costi di realizzazione di una serie televisiva o di un lungometraggio negli Stati Uniti nel 1985 erano in crescente aumento, costringendo tutte le case produttrici a subappaltare all'estero (Messico, Spagna, Corea del Sud) la parte prettamente tecnica del prodotto, preservando in patria il solo settore dell'ideazione e della regia. Lo studio venne alla fine assorbito dal gruppo TAFT Entertainment. Nel 1996 venne nuovamente ceduta alla TimeWarner.
Nel 1994 come divisione dello studio, venne fondato la Cartoon Network Studios, con lo scopo di realizzare programmi originali per il canale Cartoon Network, supportando le ultime creazioni del cinquantennale studio, fra cui: Mucca e Pollo, Il laboratorio di Dexter, Le Superchicche, Johnny Bravo e Io sono Donato Fidato. Nel 1997, la divisione di produzione della Cartoon Network è stata riorganizzata e accreditata come parte del patrimonio di Hanna-Barbera, consolidando un legame storico tra le due entità.
Nel 1997, mentre i nuovi cartoni di Johnny Bravo, Mucca e Pollo e Io sono Donato Fidato fecero il loro debutto in televisione, l'edificio di Hanna-Barbera stava affrontando la demolizione e non sarebbe stato nominato un punto di riferimento della città di Los Angeles nonostante le richieste di persone che lo volevano protetto come parte insostituibile dell'intrattenimento e della storia della California. Poi, sette anni dopo, di una lunga battaglia, lo studio di animazione nel passo di Cahuenga sembrava essere al sicuro dalla palla del demolitore. Le Superchicche, la nuova serie finale della Hanna-Barbera, andranno in onda per la prima volta su Cartoon Network nel 1998.
Come uno degli ultimi studi di "grande nome" con un vero e proprio Zip code di Hollywood, Hanna-Barbera ha operato sul lotto originale fino al 1998, quando le sue attività in studio, gli archivi aziendali e la vasta collezione di arte d'animazione sono state spostate a nord-ovest a Sherman Oaks, in California occupava spazio nella torre dell'ufficio adiacente a Sherman Oaks Galleria con l'unità di animazione della Warner. Hanna-Barbera avrebbe continuato a lavorare alla Sherman Oaks Galleria fino al 2001, quando lo studio fu assorbito dalla Warner Bros. Animation.
In seguito al decesso del cofondatore William Hanna, avvenuta nel 22 marzo 2001, lo studio Hanna-Barbera andò in bancarotta e fu lentamente assorbito dalla Warner Bros. Animation, sicché ora il Cartoon Network Studios, che era stato appena riaperto, è una società separata.
L'ultimo cartone animato prodotto dalla Hanna-Barbera è stato The Mansion Cat. Le ultime serie animate prodotte furono Johnny Bravo e Le Superchicche mentre l'ultimo film fu Scooby-Doo e il viaggio nel tempo del 2001. Lo studio chiuse i battenti nel 2001 dopo la morte di William Hanna.
Il 7 aprile 2021, la Cartoon Network Studios Europe ha annunciato che avrebbe rinominato Hanna-Barbera Studios Europe per far rivivere il nome.

## Serie di cartoni animati

### Anni cinquanta
- Le avventure di Ruffy e Reddy, 1957-1960
- Braccobaldo (Huckleberry Hound), 1958-1961
- Braccobaldo Show (1958–1962)
- Pixie e Dixie (Pixie, Dixie and Mr. Jinks), 1958-1961
- Orso Yoghi (Yogi Bear), 1958[4];
- Ernesto Sparalesto (Quick Draw McGraw), 1959-1961
- Tatino e Tatone (Augie Doggie and Doggie Daddy), 1959-1962
- Snooper e Blabber (Snooper and Blabber), 1959-1962
- Lupo de' Lupis (Loopy de Loop), 1959-1965

### Anni sessanta
- Ugo Lupo (Hokey Wolf), 1960-1961
- Gli Antenati (The Flinstones), 1960-1966
- Svicolone (Snagglepuss), 1961
- Yakky Doodle, 1961
- L'orso Yoghi (The Yogi Bear Show), 1961-1962[5];
- Top Cat, 1961-1962
- Wally Gator, 1962-1963
- Luca Tortuga (Touché Turtle and Dum Dum), 1962-1963
- I due masnadieri (Lippy the Lion & Hardy Har Har), 1962
- I Pronipoti (The Jetsons), 1962-1987
- Magilla Gorilla, 1963-1967
- Gatto Bernardo e Topo Didì (Punkin' Puss & Mushmouse), 1964-1966
- Tornado Kid e Sonnacchia (Ricochet Rabbit & Droop-a-long), 1964-1965
- Jonny Quest, 1964-1965
- Peter Potamus, 1964-1965
- Vladimiro e Placido (Breezly and Sneezly), 1964-1967
- Tippete, Tappete, Toppete (Yippee, Yappee and Yahooey), 1964-1965
- La formica atomica (Atom Ant), 1965-1968
- Super Segretissimo (Secret Squirrel), 1965-1967
- Precious Pupp, 1965-1967
- Gli orsi hippy (The Hillbilly Bears), 1965-1967
- Squiddly Diddly, 1965-1966
- L'amabile strega (Winsome Witch), 1965-1966
- Le avventure di Sinbad Junior (Sinbad Jr. and his Magic Belt), 1965-1966
- Stanlio & Ollio (A Laurel and Hardy Cartoon), 1966
- Frankenstein Jr., 1966-1967
- Gli Impossibili (The Impossibles), 1966-1967
- Space Ghost e Dino Boy (Space Ghost and Dino Boy), 1966[4][5]
- I monelli dello spazio (The Space Kidettes), 1966-1967
- Gianni e Pinotto (The Abbott and Costello Cartoon Show), 1967-1968
- Moby Dick e il Grande Mightor (Moby Dick and Mighty Mightor), 1967-1968
- Samson e Golia, 1967-1968
- Birdman e il Galaxy Trio (Birdman and the Galaxy Trio), 1967-1968
- Gli Erculoidi (The Herculoids), 1967-1968
- Shazzan, 1967-1968
- I Fantastici Quattro (Fantastic Four), 1967-1968
- Lo show dei Banana Splits (The Banana Splits), 1968-1970
- Le avventure del giovane Gulliver (The Adventures of Gulliver), 1968-1969
- Le nuove avventure di Huckleberry Finn (The New Adventures of Huckleberry Finn), 1968-1969
- Wacky Races, 1968-1969; 2017
- Le avventure di Penelope Pitstop (The Perils of Penelope Pitstop), 1969-1970
- Dastardly e Muttley e le macchine volanti (Dastardly and Muttley in Their Flying Machines), 1969-1970
- I gatti di Cattanooga (Cattanooga Cats), 1969-1971
- Mototopo e Autogatto (Motormouse and Autocat), 1969
- Al lupo... al lupo (It's the Wolf), 1969
- Il giro del mondo in 79 giorni (Around the World in 79 Days), 1969
- Scooby-Doo! Dove sei tu? (Scooby Doo - Where Are You!), 1969-1970

### Anni settanta
- Harlem Globetrotters, 1970-1971
- Josie e le Pussycats (Josie and the Pussycats), 1970-1971
- I selvaggi (Where's Huddles?), 1970
- I figli degli Antenati (The Pebbles and Bamm-Bamm Show), 1971-1972
- Napo orso capo (Help!... It's the Hair Bear Bunch!), 1971-1972
- Il fantasma bizzarro (The Funky Phantom), 1971-1972
- Il clan di Charlie Chan (The Amazing Chan and the Chan Clan), 1972
- I figli dei Flintstones (The Flintstone Comedy Hour), 1972-1973
- S.P.Q.R. - Sembrano Proprio Quasi Romani (The Roman Holyday), 1972
- Sealab 2020, 1972
- Aspettando il ritorno di papà (Wait Till Your Father Gets Home), 1972-1974
- Speciale Scooby (The New Scooby-Doo Movies), 1972-1973
- Speed Buggy, 1973
- Butch Cassidy, 1973
- Goober e i cacciatori di fantasmi (Goober and the Ghost Chasers), 1973
- Inch High l'occhio privato (Inch High, Private Eye), 1973
- Jeannie, 1973
- La famiglia Addams (The Addams Family), 1973
- L'allegra banda di Yoghi (Yogi's Gang), 1973
- I Superamici (Super Friends), 1973-1986
- La furia di Hong Kong (Hong Kong Phooey), 1974
- Devlin, 1974
- La famiglia Partridge 2200 A.D. (Partridge Family 2200 A.D.), 1974
- La famiglia Day (These Are the Days), 1974-1975
- La valle dei dinosauri (Valley of the Dinosaurs), 1974
- Wheelie (Wheelie and the Chopper Bunch), 1974
- Korg: 70,000 B.C., 1974-1975
- Il Gorilla Lilla (Grape Ape), 1975
- The Tom & Jerry Show, 1975
- Mumbly (The Mumbly Cartoon Show), 1976
- The Scooby-Doo/Dynomutt Hour, 1976
- The Scooby-Doo Show, 1976-1978
- La gang dei segugi (Clue Club), 1976
- Blue Falcon e Cane Prodigio (Dynomutt, Dog Wonder), 1976-1977
- Jabber Jaw, 1976
- Fred Flintstone and Friends, 1977-1978
- L'olimpiade della risata (Laff-A-Lympics), 1977-1978
- Woofer e Wimper, cani detective (Woofer & Wimper, Dog Detectives), 1977
- Capitan Cavey e le teen angels, 1977-1980
- Gli orsi radioamatori (CB Bears), 1977
- The Skatebirds, 1977-1978
- The Robonic Stooges (The Robonic Stooges), 1977-1978
- Wonder Wheels, 1977
- Mystery Island, 1977
- The Hanna-Barbera Happy Hour, 1978
- Le nuove avventure di Braccio di Ferro (The All-New Popeye Hour), 1978-1983
- Dinky Dog, 1978-1981
- I buffoni dello spazio, 1978-1979
- Buford e il galoppo fantasma (Buford and the Galloping Ghost), 1978
- Challenge of the Super Friends, 1978
- La corsa spaziale di Yoghi (Yogi's Space Race), 1978
- Godzilla, 1978-1979
- Jana della giungla (Jana of the Jungle), 1978
- Hanna–Barbera's World of Super Adventure, 1978-1984
- Il nuovo Fred e Barney Show (The New Fred and Barney Show), 1979
- La Cosa (Fred and Barney Meet The Thing), 1979
- Casper and the Angels, 1979
- L'impareggiabile Lady Gomma (The New Shmoo), 1979-1980
- The Super Globetrotters, 1979
- Scooby-Doo & Scrappy-Doo, 1979-1980
- Fred e Barney incontrano Shmoo (Fred and Barney Meet the Shmoo), 1979-1980
- Amigo and Friends, 1979-1982

### Anni ottanta
- The B.B. Beegle Show, 1980
- I superamici (serie TV 80) (Super Friends), 1980
- Il trio Drak, 1980
- Risate con i Flintstones (The Flintstones Comedy Show), 1980-1982
- Fonzie e la Happy Days Gang (The Fonz and the Happy Days Gang), 1980-1981
- Le allegre avventure di Scooby-Doo e i suoi amici (The Richie Rich/Scooby-Doo Show), 1980-1981
- Richie Rich, 1980-1983
- Laverne & Shirley in the Army, 1981-1982
- Space Stars, 1981
- Kwicky Koala, 1981
- Trollkins, 1981
- I Puffi (The Smurfs), 1981-1989
- John & Solfami (Johan & Peewit), 1981
- The Flintstone Funnies, 1982-1984
- Simpatiche canaglie (The Little Rascals), 1982-1983
- Pac-Man, 1982-1983
- Mork & Mindy/Laverne & Shirley/Fonz Hour, 1982-1983
- The Puppy's Further Adventures, 1982-1983
- Jokebook, 1982
- Shirt Tales, 1982-1983
- The Gary Coleman Show, 1982-1983
- Hazzard (The Dukes), 1983
- Monchhichis, 1983
- Rubik, the Amazing Cube, 1983
- The All-New Scooby and Scrappy-Doo Show, 1983-1984
- I Biskitts (The Biskitts), 1983-1984
- Lucky Luke, 1983-1984
- Benji, Zax & the Alien Prince, 1983
- Going Bananas, 1984
- Snorky (Snorks), 1984-1989
- Scary Scooby Funnies, 1984-1985
- I GoBots, 1984-1985
- I figli della Pantera Rosa (Pink Panther and Sons), 1984-1985
- Super Friends: The Legendary Super Powers Show, 1984-1985
- Paw Paws, 1985-1986
- La caccia al tesoro di Yoghi (Yogi's Treasure Hunt), 1985-1988
- Galtar e la lancia d'oro (Galtar and the Golden Lance), 1985-1986
- The Super Powers Team: Galactic Guardians, 1985-1986
- I 13 fantasmi di Scooby-Doo (The 13 Ghosts of Scooby-Doo), 1985
- Scooby's Mystery Funhouse, 1985-1986
- Gli orsi Berenstain, 1985-1987
- The Funtastic World of Hanna-Barbera, 1985-1994
- Le grandi avventure della Bibbia (The Greatest Adventure: Stories from the Bible), 1985-1992
- The New Adventures of Jonny Quest, 1986-1987
- Gli amici Cercafamiglia (Pound Puppies), 1986-1987
- The Flintstone Kids, 1986-1988
- Foofur superstar (Foofur), 1986-1988
- Wildfire, 1986
- Sky Commanders, 1987
- Che papà Braccio di Ferro (Popeye and Son), 1987
- Il cucciolo Scooby-Doo (A Pup Named Scooby-Doo), 1988-1991
- The Completely Mental Misadventures of Ed Grimley, 1988
- Yoghi, salsa e merende (The New Yoghi Bear Show), 1988
- Fantastico Max (Fantastic Max), 1988-1990
- The Further Adventures of SuperTed, 1989
- Paddington Bear, 1989-1990

### Anni novanta/duemila
- Bill & Ted's Excellent Adventures, 1990-1991
- Don Coyote e Sancho Panda (The Adventures of Don Coyote and Sancho Panda), 1990-1991
- Tom & Jerry Kids, 1990-1993
- Wake, Rattle, & Roll, 1990-1991
- Monster Tails, 1990
- Mostri o non mostri... tutti a scuola (Gravedale High), 1990
- Potsworth & Co., 1990
- I pirati dell'acqua nera (The Pirates of Dark Water), 1991-1993
- Yo Yoghi!, 1991
- Il giovane Robin Hood (Young Robin Hood), 1991-1992
- Fish Police, 1992
- Capitol Critters, 1992
- La famiglia Addams (The Addams Family), 1992-1993
- Droopy: Master Detective, 1993-1994
- Lo scoiattolo Picchiatello (Screwball Squirrel), 1993-1994
- Le nuove avventure di Capitan Planet (The New Adventures of Captain Planet), 1993-1996
- 2 cani stupidi (2 Stupid Dogs), 1993-1995
- Swat Kats (SWAT Kats: The Radical Squadron), 1993-1995
- Super Segretissimo (Super Secret Secret Squirrel), 1993
- Scemo & più scemo (Dumb and Dumber), 1995-1996
- What a Cartoon!, 1995-1997
- Cave Kids, 1996
- Le avventure di Jonny Quest (The Real Adventures of Jonny Quest), 1996-1997
- Il laboratorio di Dexter (Dexter's Laboratory), 1995-1999[6]
- Johnny Bravo, 1997-2001[7]
- Mucca e Pollo (Cow and Chicken), 1997-1999
- Io sono Donato Fidato (I Am Weasel), 1997-2000
- Le Superchicche (The Powerpuff Girls), 1998-2001[8]

## Speciali TV
- The Adventures of Robin Hoodnik, 1972
- Last of the Curlews, 1972
- Oliver and the Artful Dodger, 1972
- A Christmas Story, 1972
- Famous Classic Tales, 1970–1979

1. The Count of Monte Cristo, 1973
2. Twenty Thousand Leagues Under the Sea, 1973
3. The Three Musketeers, 1973
4. The Last of the Mohicans, 1975
5. Davy Crockett on the Mississippi, 1976
6. Five Weeks in a Balloon, 1977
7. Black Beauty, 1978
8. Puss in Boots, 1979
9. Gulliver's Travels, 1979

- The Flintstones on Ice, 1973
- lent Night, Holy Night, 1976
- Energy: A National Issue, 1977
- Yabba Dabba Doo! The Happy World of Hanna-Barbera, 1977
- Natale con gli antenati (A Flintstone Christmas), 1977
- Fred e Barney allenatori (The Flintstones: Little Big League), 1978
- Hanna-Barbera's All-Star Comedy Ice Revue, 1978
- I Flintstones incontrano Rockula e Frankenstone (The Flintstones Meet Rockula and Frankenstone), 1979
- The Hanna-Barbera Hall of Fame: Yabba Dabba Doo II, 1979
- Legends of the Superheroes, 1979
- Scooby-Doo va a Hollywood (Scooby Goes Hollywood), 1979
- Casper's Halloween Special, 1979
- Natale con Yogi, (Yogi's First Christmas), 1980
- The Flintstone Special, 1980-1981:

1. The Flintstones' New Neighbors, 1980
2. The Flintstones: Fred's Final Fling, 1980
3. The Flintstones: Wind-Up Wilma, 1981
4. I Flintstones - La maratona (The Flintstones: Jogging Fever), 1981

- The Funtastic World of Hanna-Barbera Arena Show, 1981
- Christmas Comes to Pac-Land, 1982
- Yoghi - La festa di Natale (Yogi Bear's All Star Comedy Christmas Caper), 1982
- The Secret World of Og, 1983
- Pound Puppies, 1985
- Star Fairies, 1985
- The Flintstones' 25th Anniversary Celebration, 1986
- The Little Troll Prince, 1987
- The Flintstone Kids' "Just Say No" Special, 1988
- Hanna-Barbera's 50th: A Yabba Dabba Doo Celebration, 1989
- The Last Halloween, 1991
- Monster in My Pocket, 1992
- The Town Santa Forgot, 1993
- Un meraviglioso Natale con i Flintstones (A Flintstone Family Christmas), 1993
- Una Pasqua con Yogi (Yogi the Easter Bear), 1994
- Daisy-Head Mayzie, 1995

## Lungometraggi
- Yogi, Cindy e Bubu (Hey There, It's Yogi Bear!), 1964
- Un uomo chiamato Flintstone (The Man Called Flintstone), 1966
- Alice in Wonderland or What's a Nice Kid Like You Doing in a Place Like This?, 1966
- Jack and the Beanstalk, 1967
- The Adventures of Robin Hoodnik, 1972
- Yoghi e l'arca (Yogi's Ark Lark), 1972
- Oliver and the Artful Dodger, 1972
- La meravigliosa, stupenda storia di Carlotta e del porcellino Wilbur (Charlotte's Web), 1973
- Black Beauty, 1978
- Il primo Natale di Casper (Casper's First Christmas), 1979
- Natale con Yogi (Yogi's First Christmas), 1980
- Yoghi in La grande fuga di Natale (Yogi Bear's All Star Comedy Christmas Caper), 1982
- La grande avventura dei Dalton (Les Dalton en cavale), 1983
- Star Fairies, 1985
- GoBots: Battle of the Rock Lords, 1986
- The Little Troll Prince, 1987
- Rock Odyssey, 1987
- Ultraman: The Adventure Begins, 1987
- Hanna-Barbera Superstars 10, 1987–1988:

1. La grande fuga di Yoghi (Yogi's Great Escape), 1987
2. Scooby-Doo e i Boo Brothers (Scooby-Doo Meets the Boo Brothers), 1987
3. I pronipoti incontrano gli antenati (The Jetsons Meet the Flintstones), 1987
4. Yoghi e il magico volo dell'Oca Sgargiante (Yogi Bear and the Magical Flight of the Spruce Goose), 1987
5. Top Cat e i gatti di Beverly Hills (Top Cat and the Beverly Hills Cats), 1988
6. Il buono, il cattivo e Braccobaldo (The Good, the Bad, and Huckleberry Hound), 1988
7. Rockin' with Judy Jetson, 1988
8. Scooby-Doo e la scuola del brivido (Scooby-Doo and the Ghoul School), 1988
9. Scooby-Doo e il lupo mannaro (Scooby-Doo! and the Reluctant Werewolf), 1988
10. Yoghi e l'invasione degli orsi spaziali (Yogi and the Invasion of the Space Bears), 1988

- I pronipoti: Il film (Jetsons: The movie), 1990
- I Flintstones - Matrimonio a Bedrock (I Yabba-Dabba Do!), 1993
- Flintstones - Lieto evento a Hollyrock (Hollyrock-a-Bye Baby), 1993
- Jonny's Golden Quest, 1993
- Once Upon a Forest, 1993 (coproduzione)
- The Town Santa Forgot, 1993
- The Halloween Tree, 1993
- Concerto di Natale con i Flintstones (A Flintstones Christmas Carol), 1994
- Scooby-Doo e i misteri d'oriente (Scooby-Doo in Arabian Nights), 1994
- Daisy-Head Mayzie, 1995
- Jonny Quest vs. The Cyber Insects, 1995
- Scooby-Doo e l'isola degli zombie (Scooby-Doo on Zombie Island), 1998
- Scooby-Doo e il fantasma della strega (Scooby-Doo and the Witch's Ghost), 1999
- Il laboratorio di Dexter - Viaggio nel futuro (Dexter's Laboratory: Ego Trip), 1999
- Scooby-Doo e gli invasori alieni (Scooby-Doo and the Alien Invaders), 2000
- Scooby-Doo e il viaggio nel tempo (Scooby-Doo and the Cyber Chase), 2001